# Руфус Вейнрайт
Руфус МакГаррігл Вейнрайт (народився 22 липня 1973) — канадський співак, автор пісень і композитор.  Він записав одинадцять студійних альбомів і численні треки у збірниках і саундтреки до фільмів. Він також написав дві класичні опери та поклав сонети Шекспіра на музику для театральної п’єси Роберта Вілсона.
Однойменний дебютний альбом Вейнрайта був випущений через DreamWorks Records у травні 1998 року. Його другий альбом, Poses , був випущений у червні 2001 року. Третій і четвертий студійні альбоми Уейнрайта, Want One (2003) і Want Two (2004), були перепаковані як подвійний альбом Want у 2005 році. У 2007 році Вейнрайт випустив свій п'ятий студійний альбом Release the Stars і свій перший концертний альбом Rufus Does Judy в Карнегі-Хол. Його другий концертний альбом Milwaukee at Last!!!, був випущений у 2009 році, а потім студійні альбоми All Days Are Nights: Songs for Lulu (2010) і Out of the Game (2012). Подвійний альбом Prima Donna (2015) став записом однойменної опери. Його дев’ятий студійний альбом Take All My Loves: 9 Shakespeare Sonnets (2016) містить дев’ять адаптацій сонетів Шекспіра. 10-й студійний альбом Руфуса, Unfollow the Rules, вийшов 20 липня 2020 року. Його 11-й, Folkocracy, вийшов 2 червня 2023 року.

## Життя і кар'єра

### Ранні роки
Вейнрайт народився в Райнбеку, штат Нью-Йорк, у родині фолк-співаків Кейт МакГаррігл і Лоудона Уейнрайта III.  Його батьки розлучилися, коли йому було три роки, і більшу частину своєї юності він жив з матір'ю в Монреалі, Канада. Його батько є нащадком Пітера Стайвесанта, нідерландського губернатора Нового Амстердама, пізніше Нью-Йорка, у 17 столітті . Вейнрайт має подвійне громадянство США та Канади.  Він відвідував середню школу в школі Міллбрук у Нью-Йорку (яка згодом надихнула його на його пісню «Millbrook»), а пізніше недовго вивчав фортепіано в університеті Макгілла в Монреалі. Він почав грати на фортепіано в шість років, а в 13 років почав гастролювати з фольклорною групою «The McGarrigle Sisters and Family», до складу якої входили Руфус, його сестра Марта, мати Кейт і тітка Анна. Його пісня «I'm a-Runnin'», яку він виконав у фільмі «Томмі Трікер і марковий мандрівник» у віці 14 років, принесла йому номінацію на премію Genie Award за найкращу оригінальну пісню в 1989 році. У 1990 році він був номінований на премію Juno як найперспективніший вокаліст року.
У 14 років Вейнрайт піддався сексуальному насильству в лондонському Гайд-парку після того, як підібрав чоловіка в барі.  В інтерв’ю роками пізніше він описав подію: «Я сказав, що хочу піти в парк і подивитися, де відбуватиметься цей великий концерт. Я думав, що це буде романтична прогулянка парком, але він зґвалтував мене, а потім пограбував і намагався задушити».  Вейнрайт стверджує, що він вижив, лише прикинувшись епілептиком і імітуючи напад. Повідомлялося, що він заявив, що залишався безшлюбним протягом п’яти чи семи років після інциденту, і зрештою став безладним статевим життям.

### Підйом до слави, дебютний альбом
Протягом літа 1995 року Вейнрайт щотижня виступав у Cafe Sarajevo в Монреалі.  Згодом він вирізав серію демо-записів, продюсованих П’єром Маршаном , який пізніше продюсував другий альбом Вейнрайта Poses. Отримані записи вразили батька Вейнрайта Лаудона, який передав їх другу сім'ї та музиканту Ван Дайку Парксу. Потім Паркс, у свою чергу, надіслав записи керівнику DreamWorks Records Ленні Варонкеру, який у 1996 році підписав контракт з Вейнрайтом на лейбл.
Співачка переїхала до Нью-Йорка в 1996 році, регулярно виступаючи в Club Fez. Того року він переїхав до Лос-Анджелеса і почав записувати свій перший студійний альбом, 1998 року Rufus Wainwright . Воронкер об’єднав Вейнрайта з продюсером Джоном Брайоном, і вони витратили більшу частину 1996 і 1997 років на запис. Загалом Вейнрайт записав 56 пісень на 62 касетах. Сеанси коштують 700 тисяч доларів.
Вейнрайт гастролював із Шоном Ленноном у 1998 році  і розпочав свій перший тур із хедлайнерами пізніше того ж року. У грудні 1998 року він знявся в рекламі Gap режисера Філа Гардера , виконавши пісню Френка Лоссера «Що ти робиш напередодні Нового року?». У березні 1999 року Вейнрайт розпочав гастрольний тур у Гобокені, Нью-Джерсі.

### Позита боротьба із залежністю
Вейнрайт жив у готелі «Челсі» в Нью-Йорку протягом шести місяців, протягом яких він написав більшу частину свого другого альбому. 5 червня 2001 року другий альбом Вейнрайта, Poses, був випущений, отримавши схвалення критиків, але продажі були обмежені. Альбом посів 117 місце в чарті Billboard 200 і 1 місце в чарті Top Heatseekers. Poses отримав нагороду GLAAD Media Award за найкращий музичний альбом і Juno Award за найкращий альтернативний альбом, а також був номінований Juno Awards як найкращий автор пісень («Poses»/«Cigarettes and Chocolate Milk»/«Grey Gardens»). З 2001 по 2004 рік він гастролював з Торі Еймос, Стінгом, Беном Фолдсом і Гастером, а також був хедлайнером туру 2001 і 2002 років на підтримку альбому.

### Хочуальбоми
У 2003 році Руфус випустив повноформатний альбом Want One.  Тоді альбом Вейнрайта Want Two , з якого чотири пісні були випущені як міні-альбом Waiting for a Want , був випущений DreamWorks/Geffen 16 листопада 2004 року  Живий міні-альбом iTunes Sessions під назвою Alright, already: Live in Montréal був випущений 15 березня 2005 року. DVD під назвою All I Want , що містить біографічний документальний фільм, музичні відео та живі виступи, було випущено в міжнародному масштабі в 2005 році. Того ж року Вейнрайт зробив два значних внески, як сольний вокаліст для двох записів: лауреата премії Mercury Antony та Johnsons I am a Bird Now та At This Time Берта Бакарача.

### Release the StarsandRufus Does Judy at Carnegie Hall
П'ятий студійний альбом Вейнрайта, Release the Stars, був випущений Геффеном 15 травня 2007 року. Альбом був спродюсований Вйнрайтом, а в ньому брали участь Річард Томпсон, друг Тедді Томпсон, сестра Марта Вейнрайт, мати Кейт МакГаррігл, Ніл Теннант, Джоан Вассер, Джуліанна Рей, Ларрі Муллінз (також відомий як Тобі Дамміт) і актриса Сіан Філліпс.  Він досяг 2 позиції в UK Albums Chart і дебютував під 23 позицією в Billboard 200. Перший сингл «Going to a Town» був випущений 3 квітня 2007 року в iTunes Music Store. Другим випущеним синглом був «Rules and Regulations», а третім синглом було випущено 500 копій (12-дюймовий вініл) «Tiergarten», однотрекового міні-альбому з реміксом Supermayer на Tiergarten, який був випущений виключно через iTunes і 7digital 29 жовтня.
Для альбому було випущено два відеокліпи: «Going to a Town», режисер Софі Мюллер, і «Rules and Regulations», режисер Петро Папахаджопулос і стилізований Дж. В. Андерсоном. Release the Stars отримав золотий сертифікат у Великобританії. Супровідне світове турне призвело до відвідування Вейнрайтом Північної Америки, Європи, Азії та Австралії, яке завершилося 14 лютого 2008 року концертом у Radio City Music Hall у Нью-Йорку.

### Blackoutsabbath іPrima Donna
Вейнрайт створив концепцію Blackoutsabbath на початку 2008 року. Щоб стати більш свідомими щодо навколишнього середовища, учасників просять якомога більше жити «поза мережею» у визначену дату, вимикаючи прилади з розетки, йдучи пішки або їздячи на велосипеді в транспорті, вимикаючи світло та зменшення споживання енергії будь-якими іншими можливими способами.
Коли сонце сідає ввечері Blackoutsabbath, учасники пишуть, як вони можуть зробити внесок у добробут Землі протягом решти року. Щорічно проводяться благодійні концерти, щоб привернути увагу до справи. Спеціальними гостями, які виступали на концерті, були Джоан Вассер, Дженні Мулдаур і друг і колега, співак і автор пісень Тедді Томпсон. Офіційний сайт організації містить оновлення щодо програми та містить посилання на різні інструменти, екологічні продукти та послуги, дослідження та групи, які сприяють енергозбереженню та захисту навколишнього середовища.

### Усі дні — ночі: пісні для Лулута народження дочки
У листопаді 2009 року Вейнрайт оголосив, що він закінчив запис свого шостого студійного альбому і назвав його All Days Are Nights: Songs for Lulu .  Альбом був випущений 23 березня в Канаді, 5 квітня у Великій Британії та 20 квітня в США з першим синглом «Who Are You New York?». 
У грудні 2009 року Вейнрайт з'явився разом із сестрою Мартою Вейнрайт і матір'ю Кейт МакГаррігл у Королівському Альберт-Холі в Лондоні, збираючи 55 000 доларів для Фонду Кейт МакГаррігл, який був заснований у 2008 році для підвищення обізнаності про саркому , рідкісний рак, який вражає сполучну тканину, наприклад кістки, м'язи, нерви та хрящі. Це був останній виступ його матері перед її смертю в січні 2010 року.
Наприкінці 2010 року Вейнрайт заручився зі своїм партнером Йорном Вайсбродтом .  Пара переїхала до Торонто, Онтаріо, на початку 2012 року після того, як Вейнрайта призначили художнім керівником щорічного фестивалю Luminato в Торонто. 
У 2011 році Вейнрайт оголосив про народження своєї першої дитини від подруги дитинства Лорки Коен, дочки Леонарда Коена. 
У липні 2011 року був випущений бокс-сет з 19 дисків під назвою House of Rufus, що містить усі його студійні та живі записи, а також раніше невиданий матеріал.

### Поза гроюта шлюб
Вейнрайт записав свій сьомий студійний альбом з продюсером Марком Ронсоном . Він описав нові пісні як більш «танцювальні», ніж його попередній матеріал. Альбом під назвою Out of the Game був випущений наприкінці квітня 2012 року у Великобританії та Канаді та на початку травня у США. 
23 серпня 2012 року Вейнрайт і Йорн Вайсбродт одружилися в Монтоку, Нью-Йорк . Головував художник Джастін Вівіан Бонд.

### Друга опера
Прем’єра його другої опери під назвою «Адріан» відбулася в Канадській оперній компанії як відкриття основної сцени сезону 2018 року в Four Seasons Center у Торонто під постановкою канадського режисера Пітера Хінтона, а лібрето написав канадський драматург Деніел МакАйвор. Адріан відвідав майстерню Opera Fusion: New Works, спільну роботу Опери Цинциннаті та Музичного коледжу Університету Цинциннаті, до його прем’єри. 

### Відродження Примадонни
Основна стаття: Примадонна: симфонічний візуальний концерт
У 2015 році Вейнрайт випустив нову версію своєї першої опери, супроводжувану фільмом режисера Франческо Веццолі, у якому Сінді Шерман грає Примадонну. Фінал був знятий у Парижі навесні 2015 року та спродюсований Petite Maison Production  перед його прем’єрою в Афінах у вересні.

### Відмовитися від правил
Майже через рік після випуску окремого синглу «Sword of Damoclus» у жовтні 2018 року Руфус підписав контракт із музичним видавцем і звукозаписним лейблом BMG Rights Management щодо нового альбому. Невдовзі нова пісня «Trouble in Paradise» була випущена як перший сингл з альбому. У лютому 2020 року альбом Unfollow the Rules був анонсований разом із релізом синглу «Damsel in Distress»  натхненного Джоні Мітчелл, і був запланований на квітень. Третій сингл «Peaceful Afternoon» був випущений на цифрових платформах у березні з французькою версією «Pièce à vivre» як B-side. На початку квітня випуск альбому було відкладено до липня після ескалації пандемії COVID-19, Вейнрайт заявив, що «компакт-диски та вінілові платівки мого нового альбому Unfollow The Rules застрягли на складах, які їм довелося закрити, щоб звільнити місце для них. всі важливі підприємства можуть працювати на повній швидкості, додавши: Ви знаєте, що я хлопець старої школи, і для мене фізичний продукт надзвичайно важливий. Я неймовірно пишаюся цим альбомом і тим, як я хочу, щоб ви відчули його ідеально слухати його спереду назад у затишку вашої вітальні, читати тексти пісень і дивитися на буклет, який я ретельно оформив». Це оголошення супроводжувалося анонсом четвертого синглу «Alone Time», який був випущений 24 квітня 2020 року, тобто дати, коли спочатку мав вийти альбом. На початку червня було випущено ще один сингл, нахабний коментар щодо слави та статусу щодо географічного положення під назвою «You Ain't Big». 10 липня був випущений 10-й студійний альбом Руфуса Вейнрайта Unfollow the Rules . Альбом був зустрінутий тепло після виходу та отримав переважно позитивні відгуки критиків із загальним балом 82 на Metacritic, що є його найвищим балом на сайті, який дорівнює лише його платівці Poses 2001 року.

### Фолькократіята BBC Proms
7 березня 2023 року Вейнрайт оголосив, що його одинадцятий студійний альбом, Folkocracy, буде випущений у червні 2023 року. Він сказав: «Цей альбом майже як записана вечірка до дня народження та подарунок на день народження самому собі. Я щойно запросив усіх співаків, яких я дуже хотів. захоплювався і завжди хотів співати з ним». Того ж дня Вейнрайт випустив пісню «Down in the Willow Garden», у якій бере участь Бренді Карлайл.  24 березня 2023 року Вейнрайт випустив сингл «Dear World», фортепіанну баладу про зцілення світу. 
5 вересня 2023 року Вейнрайт з’явився в Королівському Альберт-Холі на BBC Proms , виконавши пісні зі своїх альбомів Want One і Want Two, спеціально аранжовані для концертного оркестру BBC під керівництвом Сари Хікс.

## Артистичність
Окрім свого тенора, Вейнрайт грає на фортепіано та гітарі, часто перемикаючись між двома інструментами під час живих виступів. У той час як у деяких піснях звучить лише Вейнрайт і його фортепіано, його пізніші твори часто супроводжуються рок-інструментами чи симфонічним оркестром, демонструючи складні шари та гармонії з оперним відчуттям. Вейнрайт є ентузіастом опери  і йому подобається lieder Франца Шуберта. Музика Вейнрайта була описана як «popera» (поп-опера) або «baroque pop». Багато його композицій — це щільно змішані суміші струнних, валторн, оперних хорів і ритмів регтайму з теплим вокальним тембром. 
Він часто виступає разом зі своєю сестрою Мартою Вейнрайт, яка виконує резервний вокал. Незважаючи на визнання критиків, Вейнрайт мав обмежений комерційний успіх у Сполучених Штатах, хоча випуск альбому Release the Stars привернув там підвищену увагу ЗМІ, як і пов'язане з ним турне США 2007 року. 

### Теми
Творчість Вейнрайта містить кілька повторюваних тем: опера, література, поп-культура, політика та кохання (часто нерозділене). «Дурне кохання» та «Денні Бой» розповідають про те, як він колись був закоханий у прямого чоловіка.  Інші пісні присвячені повноцінному коханню та наслідкам розлюбування («This Love Affair», «Leaving for Paris» і «Peach Trees»). Вейнрайт також співає про свої родинні стосунки. «Марка красуні», «Молодша сестричка» та «Марта» та «Вечеря о восьмій» розповідають, відповідно, про його переживання з матір’ю, сестрами та батьком. Кілька пісень розповідають про його досвід залежності («Go Or Go Ahead» і «I Don't Know What It Is»). 
Пісня «Matinee Idol» була написана про Рівер Фенікс. «Memphis Skyline» — це данина пам’яті покійному співаку Джеффу Баклі , з яким він ненадовго познайомився в 1990-х роках, коли Вейнрайт був багатообіцяючим виконавцем. До цього часу Баклі вже випустив свій перший альбом Grace і був на шляху до слави. Вони познайомилися за кілька місяців до того, як Баклі потонув, під час концерту Вейнрайта. У пісні згадується «Hallelujah», пісня Леонарда Коена, оброблена Баклі (а пізніше Вейнрайтом). «Nobody's Off the Hook» написана для близького друга та колеги-музиканта Тедді Томпсона . 

### Спадщина
Вейнрайт і його музика вплинули на багатьох артистів музичної індустрії. Серед них Кеті Перрі, Оллі Александр з Years & Years,  Лів Брюс з Pwr Bttm  і Кімбра. 
У книзі Ніка Горнбі «Слем» дитину, народжену юними героями, називають «Руфус», тому що його мати слухала Руфуса Вейнрайта, оговтуючись від важких пологів. 

## Особисте життя
Вейнрайт, гей, 23 серпня 2012 року одружився з німецьким арт-менеджером Йорном Вайсбродтом. Вейнрайт має доньку Віву Кетрін Вейнрайт Коен, яка народилася 2 лютого 2011 року, зачата через пожертвування сперми фотографу та антиквару. 

### Політичні погляди
Вейнрайт називає себе «повним лібертаріанцем» і заявив у 2008 році: «Я не думаю, що будь-який уряд взагалі повинен зазіхати на те, що відбувається в спальні». 
У квітні 2010 року Вейнрайт публічно виступив за легалізацію одностатевих шлюбів у Сполучених Штатах, оскільки хотів одружитися на Вайсбродт. Уейнрайт заявив: «До зустрічі з Йорном я не був великим прихильником гей-шлюбів, тому що мені подобаються всі старі шкільні безладні фрики Оскара Уайльда про те, що таке «бути геєм» колись. Але після зустрічі з Йорном все змінилося». 
Вейнрайт публічно виступав проти 45-го президента США Дональда Трампа , звертаючись до нього в музичному кліпі на його пісню «Sword of Damoclov» у 2018 році  і заявивши, що «неможливо применшувати бездарність і чисте зло адміністрації Трампа» в інтерв’ю 2020 року. з NME . 

## Робота в кіно, на телебаченні та в театрі
Вейнрайт знявся у фільмах «Авіатор» , «Срібні кулі» 2011 року та його розширеному продовженні кадрів «Блукаючі кулі» та «Висота» на додаток до ролі у фільмі «Томмі Трікер і мандрівник із марками», але в інтерв’ю 2010 року сказав: «Мені точно подобається бачити себе в тридцять». футів у висоту, але це не те, до чого я пристрасно біжу».  Він також записав треки спеціально для фільмів, зокрема «Горбата гора», «Я Сем» , «Мулен Руж». Його запис «Bewitched, Bothered, and Bewildered» грає під час заключних титрів фільму The History Boys . Його можна побачити у фільмі Дені Арканда «Дні темряви» (L'Âge des ténèbres), де він виконує дві арії . 
DVD «Все, що я хочу », випущений у 2005 році, включає повнометражний документальний фільм ( Портрет Руфуса Вейнрайта ), виступи в Central Park SummerStage і Cambridge Corn Exchange , студійні сесії, музичні відео та дві бонусні великодні яйця: 12-хвилинний документальний фільм 1998 року про Вейнрайта та його сім’ю, а також коротку данину сестрам МакГаррігл із Руфусом і Мартою.

## Дискографія

#### Студійні альбоми
- Руфус Вейнрайт (1998)
- Пози (2001)
- Хочу одного (2003)
- Хочу двох (2004)
- Відпусти зірки (2007)
- Всі дні - ночі: Пісні для Лулу (2010)
- Поза грою (2012)
- Примадонна (2015)
- Візьми всі мої любові: 9 сонетів Шекспіра (2016)
- Відмова від дотримання правил (2020)
- Фолькократія (2023)

## Тури

### Заголовок
- 1999: тур 1999 року
- 2001: Пози Тур
- 2003–04: Руфус Вейнрайт: Live in Concert
- 2007–2008: Випуск зіркового туру
- 2011: Вечір з Руфусом Вейнрайтом
- 2012–13: тур поза грою
- 2014: Найкраще з Руфуса Вейнрайта
- 2016–17: Концерт Руфуса
- 2018–19: Усі ці пози: ювілейний тур
- 2019: Тур Solo Wainwright
- 2021–2023: Відмовтеся від огляду правил

### Співзаголовок
- 2004: Потрійне турне хедлайнерів (з Беном Фолдом і Гастером )
- 2005: тур Odd Man Out Tour (з Беном Фолдсом і Беном Лі )

### Відкриття
- 1998: Темно-блюзовий тур ( Слоун )
- 2001: Всесвітнє турне Roxy Music ( Roxy Music )
- 2001: Strange Little Tour ( Торі Еймос )
- 2004: Sacred Love Tour ( Стінг )
- 2005: Hopes and Fears Tour ( Кін )
- 2007: Справжні кольори ( Сінді Лопер , Деббі Гаррі  )

## Нагороди та номінації
Руфус Вейнрайт отримав дві нагороди Juno за найкращий альтернативний альбом : одну в 1999 році для Руфуса Вейнрайта та одну в 2002 році за альбом Poses . 
У віці 15 років, у 1989 році, він був номінований на премію Genie за найкращу оригінальну пісню .  Через рік він отримав номінацію на премію Juno як найперспективніший вокаліст .  Він також був номінований на премію BRIT як найкращий міжнародний виконавець у 2008 році  та на премію Греммі за найкращий традиційний поп-вокальний альбом у 2009 та 2020 роках .

## Зовнішні посилання
- Офіційний веб-сайт
- Руфус Вейнрайт у Керлі
- Руфус Вейнрайт із Geffen Records
- Дискографія Руфуса Вейнрайта на Discogs
- Біографія, дискографія, музичні кліпи на Allmusic